# Warneckea austro-occidentalis
Warneckea austro-occidentalis är en tvåhjärtbladig växtart som beskrevs av R.D. Stone. Warneckea austro-occidentalis ingår i släktet Warneckea och familjen Melastomataceae. Inga underarter finns listade i Catalogue of Life.